# Die perfekte Diktatur
Die perfekte Diktatur (spanisch La dictadura perfecta) ist eine mexikanische Komödie und politische Satire aus dem Jahr 2014, geschrieben, produziert und inszeniert von Luis Estrada, mit Damián Alcázar, Alfonso Herrera, Joaquín Cosío, Dagoberto Gama, María Rojo und Salvador Sánchez in den Hauptrollen. Der Film wurde am 16. Oktober 2014 veröffentlicht und vertrat Mexiko bei der Verleihung des Goya-Preises 2015.
Der Filmtitel ist eine Anspielung auf eine berühmte Aussage des peruanischen Schriftstellers Mario Vargas Llosa, mit der er die kontinuierliche Regierung der Partei der Institutionellen Revolution (PRI) beschrieb, die die Politik in Mexiko während eines Großteils des 20. Jahrhunderts dominierte. Die Handlung basiert auf der historisch realen Televisa-Kontroverse, die darin bestand, dass die mexikanischen Bürger eine ungerechte Bevorzugung des PRI-Kandidaten Enrique Peña Nieto bei der Präsidentschaftswahl in Mexiko 2012 wahrnahmen.
Der Film wurde hauptsächlich im Bundesstaat Durango in Mexiko gedreht.

## Handlung
Nachdem sich ein internationaler Fauxpas verbreitet hat, drängt die mexikanische Regierung Television Mexicana, die mächtigste mexikanische Fernsehgesellschaft, zu einer medialen Ablenkung. Television Mexicana enthüllt eine skandalöse Geschichte, die Gouverneur Carmelo Vargas (Damián Alcázar) in schwere Verbrechen und illegale Geschäfte verwickelt. Gouverneur Vargas, besorgt um seine politische Zukunft, beschließt, sein Image zu säubern und verhandelt ein geheimes Abkommen mit dem Television Mexicana. Carlos Rojo (Alfonso Herrera), ein ehrgeiziger junger Nachrichtenproduzent, und Ricardo Diaz (Osvaldo Benavides), ein Starreporter des Fernsehsenders, sind dafür verantwortlich, das öffentliche Bild des korrupten Gouverneurs zu verändern, mit dem Ziel, ihn zu einem politischen Star und Präsidentschaftskandidaten zu machen.

## Besetzung
- Damián Alcázar als Gouverneur Carmelo Vargas
- Alfonso Herrera als Produzent Carlos Rojo
- Joaquín Cosío als Oppositionsführer (Kongressabgeordneter Morales)
- Osvaldo Benavides als Ricardo Díaz
- Silvia Navarro als Lucía Garza
- Flavio Medina als Salvador Garza
- Saúl Lisazo als TV MX Nachrichtensprecher
- Tony Dalton als Direktor von TV MX (Pepe)
- Salvador Sánchez als X Man
- Enrique Arreola als Regierungssekretär
- Arath de la Torre als Regierungssprecher
- Dagoberto Gama als Mexikos Generalbundesanwalt
- Noé Hernández als Sicherheitschef
- Sonia Couoh als Nana
- María Rojo als Doña Chole
- Luis Fernando Peña  als El Chamoy
- Gustavo Sánchez Parra als El Charro
- Sergio Mayer als der Präsident von Mexiko
- Hernán Mendoza als El Mazacote
- Livia Brito als Jazmín
- Itatí Cantoral als Lucrecia
- Roger Cudney als Botschafter der Vereinigten Staaten

## Rezeption
Der Film hat in Mexiko über 188,16 Millionen MXN$ (etwa 7,15 Mio. Euro) eingespielt und ist damit der fünfthöchstdotierte mexikanische Film aller Zeiten. Weltweit hat der Film geschätzt 12,8 Mio. US$ (etwa 11,72 Mio. Euro) eingespielt.
Auf IMDb hält der Film eine Bewertung von 7,2 von 10 Punkten.

## Nominierungen

### Ariel Awards
Die Ariel Awards werden jährlich von der Mexican Academy of Film Arts and Sciences in Mexico verliehen. La Dictadura Perfecta erhielt 10 Nominierungen.
| Jahr | Nominierte                                      | Für                         | Resultat  |
| ---- | ----------------------------------------------- | --------------------------- | --------- |
| 2015 | La Dictadura Perfecta                           | Bestes Bild                 | Nominiert |
| 2015 | Luis Estrada                                    | Beste Regie                 | Nominiert |
| 2015 | Luis Estrada                                    | Bestes Original-Drehbuch    | Nominiert |
| 2015 | Jaime Sampietro                                 |                             | Nominiert |
| 2015 | Santiago Núñez, Pablo Lach und Hugo de la Cerda | Bester Ton                  | Nominiert |
| 2015 | Mariana Rodríguez                               | Bester Filmschnitt          | Nominiert |
| 2015 | Salvador Parra                                  | Beste künstlerische Leitung | Nominiert |
| 2015 | Felipe Salazar                                  | Bestes Make-up              | Nominiert |
| 2015 | Mariestela Fernández                            | Bestes Kostümdesign         | Nominiert |
| 2015 | Alejandro Vázquez                               | Beste Spezialeffekte        | Nominiert |
| 2015 | Adriana Arriaga                                 | Beste visuelle Effekte      | Nominiert |